# Eilema maculosa
Eilema maculosa är en fjärilsart som beskrevs av Saalman 1884. Eilema maculosa ingår i släktet Eilema och familjen björnspinnare. Inga underarter finns listade i Catalogue of Life.